# イエヴァン・ポルッカ
イエヴァン・ポルッカ（フィンランド語: Ievan Polkka、フィンランド語で「イエヴァのポルカ」の意。Ievan Polokkaとも）は、1930年代にエイノ・ケットゥネンにより作詞された、フィンランドの有名な伝統的ポルカ。また、エリン・ポルッカ（エッリン・ポルッカ、Ellin Polkka）という別の名でも知られる。下記フラッシュアニメーションによって知られるようになったイエヴァン・ポルッカのメロディは2パートから成るが、エリン・ポルッカは4パートから成り、メロディも微妙に異なる。どちらのメロディが先に成立していたかについては不明。

## 演奏者
- マッティ・ユルヴァ（フィンランド語版）（Matti Jurva、1937年）
- ヨルマ・イカヴァルコ（フィンランド語版）（Jorma Ikävalko、1950年）
- ランバージャック・バンド（英語版）（Lumberjack Band、1953年）
- アルットゥ・スーンタラ（フィンランド語版）（Arttu Suuntala、1966年）
- パウリ・ラサネン（フィンランド語版）（Pauli Räsänen、1972年）
- ロイツマ（Loituma、1995年）
- クプレッティリュフマ（Kuplettiryhmä、1998年）
- マリア・カラニエミ（Maria Kalaniemi、2001年）
- 初音ミク（はちゅねミク）（2007年）
- コルピクラーニ（Korpiklaani、2012年）
- 生田絵梨花（元・乃木坂46、2016年）

## 歌詞
この歌は青年の視点で歌われる。イエヴァ（サヴォ方言でのエヴァ）は、皆がポルカに合わせて踊っている家をそっと出て行き、そこでハンサムな青年と出会う。彼は、イエヴァを自分の家に連れ込もうとしたが、家の前には怒ったイエヴァの母親が待ち伏せていた。口うるさく怒る彼女に、青年は「その雑音を止めろ。でないと僕は何をするか分からないぞ。あんたが大人しく家に帰ればあんたは怪我しないし、僕も彼女を口説ける」と言った。どうやら、母親が何を言おうとイエヴァと彼は「お似合いになりそう」だ。

## 言語
この歌は、フィンランド中東部で話されているフィンランド語・サヴォ方言で歌われている。
しかし、以下に示すフラッシュムービーの歌詞はケットゥネンのオリジナルの作詞によるものではなくロイツマによるものである。この歌詞は、ジャズのスキャットの様に意味を成さない即興性の部分があり、歌い手により異なる。

## 知名度
この歌が、まずフィンランドでよく知られるようになったのはフィンランドのカルテット・ロイツマの1995年のデビュー・アルバム「Loituma」によってである。このアルバムは、1998年にアメリカで「Things of Beauty」の名で発売された。また、別のバーションの同じ歌がロシアでは1995年に映画『Особенности национальной охоты』で使われており、人気だったためよく知られていた。
日本では、2006年4～5月にあるFlashアニメーションによって、2007年には初音ミクが歌った事によって、インターネットを通じ広く知られるようになった。これに続く形で、2014年より放映されている尾野真千子が出演の象印マホービンのCMに使用されているほか、2016年にインターネット配信された『乃木坂46 4th Anniversary 乃木坂46時間TV』で乃木坂46の生田絵梨花によって歌われた。2017年には『ムジカ・ピッコリーノ』にて取り上げられ、斎藤アリーナが歌った。

## アニメ
この歌が使われたフラッシュアニメーションが有名になっている。その作品では日本のアニメである『BLEACH』の井上織姫が長葱を振り回しているシーンの動画がイエヴァン・ポルッカの第5節後半、および第6節と組み合わされている。此処の歌詞の殆どには意味がなく、公式の歌詞には含まれていない。

## CM
2016年から2017年に掛けて大東建託の『いい部屋ネット』のCMシリーズで、桜井日奈子、鈴木福、いか八朗の三人がコミカルに踊るCMソングで再び使われ、再びこの歌が注目された。普通に日本語の替え歌と奇妙な逆再生バージョン等の様々なバリエーションで作られた。三人が途中からアニメになるパターンとクレイアニメーションになるパターンのがあり、「いい部屋ソング冬篇」「いい部屋ソング 春篇」「いい部屋ソング 梅雨篇」とがある。どのシリーズも基本的に桜井が歌っている。
2017年7月から11月に掛けてトヨタ自動車のミドルクラスミニバン「ヴォクシー」のCMソングとして、オリジナルバージョンが起用された。
2024年2月からは三井住友カード、9月からは出光興産のCMソングとして使われている。

## ゲーム
2009年7月2日にセガから発売されたPlayStation Portable専用ゲームソフト『初音ミク -Project DIVA-』で初音ミクが歌唱している楽曲が収録されている。アレンジャーはOtomaniaである。